# Влазовичское сельское поселение
Вла́зовичское сельское поселение — муниципальное образование в западной части Суражского района Брянской области.
Административный центр — село Влазовичи.
Образовано в результате проведения муниципальной реформы в 2005 году, путём слияния дореформенного Андреевского сельсовета и части Влазовичского сельсовета.

## Население
| 2010  | 2011  | 2012  | 2013  | 2014  | 2015  | 2016  | 2017  | 2018  |
| ----- | ----- | ----- | ----- | ----- | ----- | ----- | ----- | ----- |
| 1947  | ↗1949 | ↘1941 | ↗1972 | ↘1940 | ↗1980 | ↘1974 | ↘1942 | ↘1900 |
| 2019  | 2020  | 2021  |       |       |       |       |       |       |
| ↘1858 | ↘1818 | ↗2016 |       |       |       |       |       |       |

## Населённые пункты
| №  | Населённый пункт | Тип     | Население |
| -- | ---------------- | ------- | --------- |
| 1  | Андреевка        | деревня | ↗115      |
| 2  | Василевка        | деревня | ↘11       |
| 3  | Влазовичи        | село    | ↘771      |
| 4  | Каменный         | посёлок | ↗2        |
| 5  | Косичи           | село    | ↗272      |
| 6  | Красная Слобода  | деревня | ↗486      |
| 7  | Новоандреевский  | посёлок | →4        |
| 8  | Октябрьское      | село    | ↗298      |
| 9  | Покровка         | деревня | →8        |
| 10 | Рудницкий        | посёлок | ↘5        |

## Экономика
- Колхоз «Серп и Молот»
- СПК «Восход»
- СПК «Каменское»

## Социальная сфера
- Влазовичская врачебная амбулатория
- фельдшерско-акушерские пункты в Красной Слободе, Октябрьском, Косичах
- Влазовичская средняя общеобразовательная школа
- сельские Дома Культуры во Влазовичах, Красной Слободе, Косичах